# Missa baixa

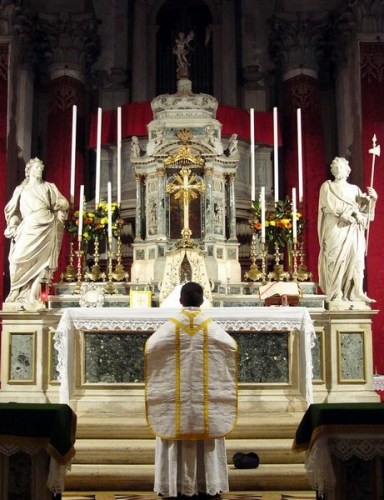
Um padre rezando uma missa baixa, portanto sem o diácono e o subdiácono. Capela da Fraternidade Sacerdotal São Pedro, Veneza.

A Missa Baixa (chamado em latim, Missa Lecta, que literalmente significa "Missa Lida") é uma Missa Tridentina definida oficialmente no Código de Rubricas incluído na edição de 1962 do Missal Romano, como a Missa em que o sacerdote não canta as partes que as rubricas atribuem a ele, bem como não possuí assistência de diácono e subdiácono. Nos países lusófonos é normalmente chamada de "Missa Rezada".
O Código de Rubricas distingue ainda outros dois tipos de Missa, a Missa Solene se é celebrada com assistência de diácono e subdiácono, ou uma Missa cantata, caso o padre cante as partes da missa que as rubricas atribuem a ele, porém sem a assistência do diácono e subdiácono. Na missa baixa o celebrante além de rezar sua parte, reza todos os outros formulários da missa. Nela um servidor recita a parte do coro e de todos os outros ministros.
O termo "Missa privada" (em latim, Missa privata ou secreta, familiaris, peculiaris) é atualmente compreendida como a Missa sem uma congregação, anteriormente porém significava o mesmo que Missa Baixa. Em edições do Missal Romano anteriores a 1962, o termo "Missa privata" ainda era contrastado com "Missa Solemnis". Em 1960, o Papa João XXIII, que, em 1962, removeu do Missal Romano, a seção intitulada "Rubricae generales Missalis", substituindo-o com o seu "Código de rubricas", considerou que o uso do termo "Missa privata" era incorreto pois: "O sacrifício mais sagrado da missa celebrada segundo o rito e os regulamentos é um ato de culto público oferecido a Deus em nome de Cristo e da Igreja, portanto, do termo "missa privada" deve ser evitado". Quando aplicado à Missa Baixa, em geral, a palavra "privata" indicava que essa forma de missa era privada de certas cerimônias.
O incenso na Missa baixa não é usado, e o beijo da paz é omitido. As respostas (em latim) são normalmente dadas por um ou mais servidores. A missa baixa, é celebrada exatamente da mesma forma se uma congregação está presente ou não, e foi a forma mais comum da missa antes de 1969. Na edição de 1970 do Missal Romano uma distinção foi feita entre a Missa celebrada com uma congregação e a missa celebrada sem congregação. Tal distinção não foi feita nas anteriores edições do Missal Romano, que só distinguia entre a Missa Solene e a Missa Baixa (chamando a última de Missa Lecta ou, como no Rubricae generales Missalis, incluído no Missal antes de 1962, de Missa privata).
A expressão "Missa Baixa" é usado às vezes também por cristãos não em comunhão com a Santa Sé para uma forma, não cantada, mas apenas rezada de suas próprias celebrações eucarísticas.

## Variações
Originalmente, a missa foi cantada em tom baixo monótona. Assim, os padres na Idade Média cantavam suas "Missa privata", rezadas, com ou sem a congregação. Este costume de cantar desapareceu no século XVIII. Grande parte da Missa Baixa se diz em voz audível apenas para o sacerdote e o servidor.
Os católicos franceses e alemães desenvolveram o conceito de acompanhar a Missa Baixa com canto, como uma ajuda à devoção dos fiéis, dando assim origem à "Missa do órgão francês" e a "Deutsche Singmesse".
Em 1922, a Santa Sé concedeu aprovação para o "Missa dialogada", que permitiu que os fiéis falassem, com o servidor, respostas em latim da Missa Tridentina, e recitassem os formulários que eles foram autorizados a cantar em uma Missa Cantata, bem como os triplos "Domine non son dignus" que o padre diz, como parte do rito da Comunhão dos fiéis, que, embora não previsto no Ordinário da Missa até depois do Concílio Vaticano II, pode ser inserido na celebração da Missa.